# 杜布羅維察區

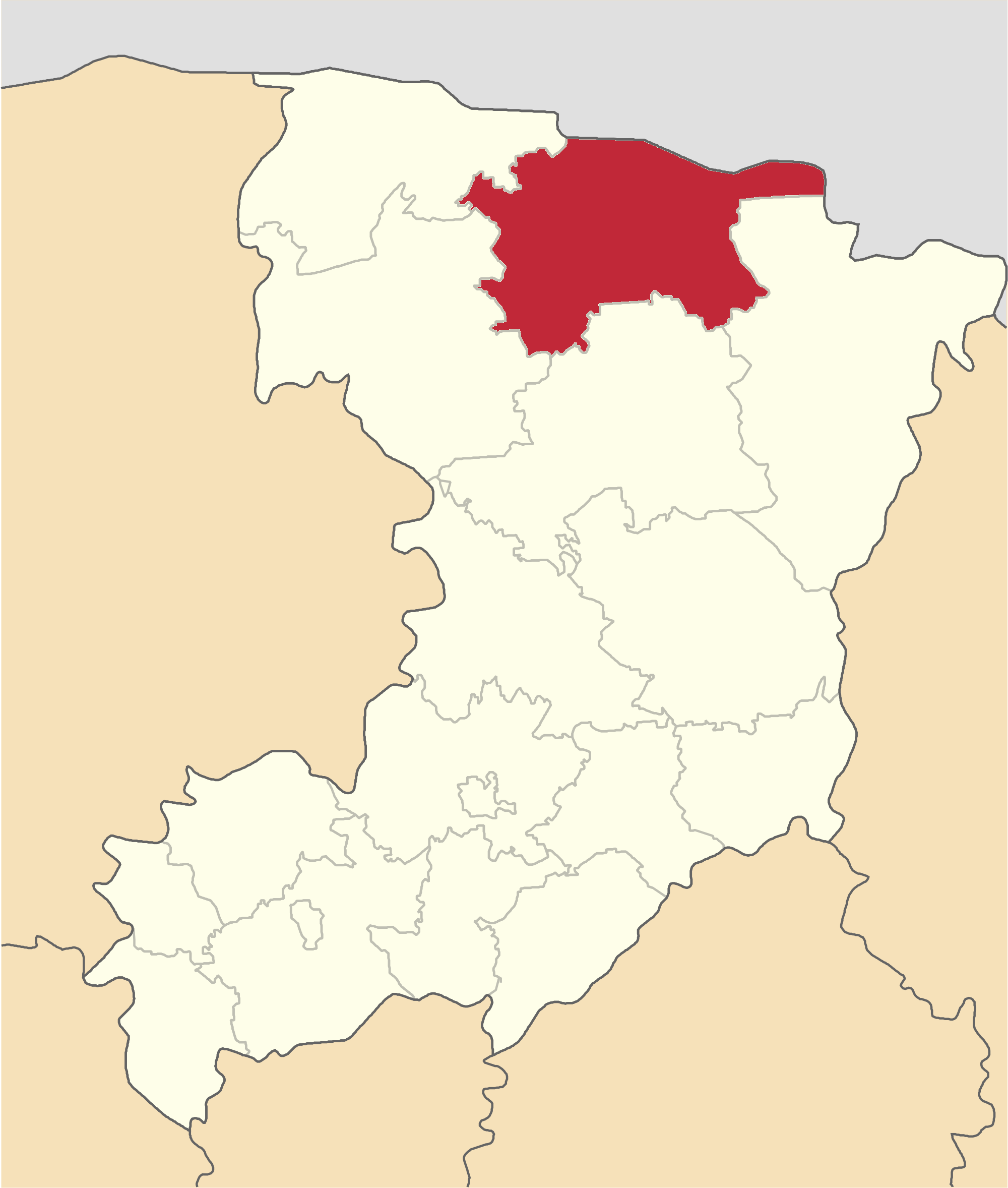

杜布羅維察區（烏克蘭語：Дубровицький район）是位於烏克蘭西北部羅夫諾州的舊區，首府設於杜布羅維察，並於2020年被撤銷。該區面積1,820平方公里，2015年人口48,694，人口密度每平方公里26.75人。